# Референдум щодо прийняття нової конституції Сирії 2012
Всенародний референдум із проекту нової конституції Сирійської Арабської Республіки (САР) пройшов 26 лютого 2012 в усіх провінціях країни. Незважаючи на заворушення у країні сирійська влада створила понад 14 тисяч виборчих дільниць для майже 14,6 млн виборців. 

## Зміни у проекті конституції
Винесений на затвердження проект основного закону підготовлений спеціальним комітетом, який складається з 29 членів, призначених президентом Башаром аль-Асадом. Відповідно до нової конституції САР, в країні через 90 днів мають пройти парламентські вибори. У законі вилучені всі статті, які тією або іншою мірою стосуються "соціалістичної держави", також відміняється монополія владної партії Баас. Офіційно закріплюючи багатопартійну систему, конституція вводить заборону на діяльність партій, які базуються на релігійній або етнічній основі. 
Президент, як і раніше, обирається на семирічний строк, однак тепер може перебувати на посаді не більш двох строків поспіль. Кандидат на пост президента може бути висунутий 25 відсотками складу парламенту. При цьому вибори не можуть проводитися доти, поки не буде висунуто двох або більше кандидатів на цей пост. Конституція, як і раніше, надає президентові значні повноваження. Крім того, президент не може бути притягнутий до відповідальності "за дії, які безпосередньо випливають з його повноважень, за винятком випадків обвинувачення у державній зраді".

## Підсумок референдуму
Майже 90% учасників референдуму в Сирії (близько 7,5 млн сирійців) проголосували за прийняття нової конституції країни. Усього участь у голосуванні взяли 8 376 447 громадян, що становить 57,4% від тих, хто має право голосу. Про офіційні результати референдуму повідомив міністр внутрішніх справ Сирії Мухаммад Аш-Шаар, який очолює комісію з підготовки і проведення референдуму. Разом з тим уряд визнав, що через кровопролиття у деяких районах референдум не відбувся.
За ухвалення нового основного закону країни виступили 7 млн 490 тис. 319 осіб, що становить 89,4% від тих, що проголосували, проти висловилися 753 208 опитуваних, або 9% тих, хто взяв участь у референдумі. Ще 132 тисяч, або 1,6% від загальної кількості бюлетенів, забраковані комісіями. 
Нова Конституція Сирії набрала чинності з 27 лютого 2012 року після того, як президент Сирії Башар аль-Асад видав законодавчий указ N 94 від 2012 року про її ухвалення та опублікування в урядовому бюлетені.
| Всенародний референдум із проекту нової конституції Сирійської Арабської Республіки | Всенародний референдум із проекту нової конституції Сирійської Арабської Республіки | Всенародний референдум із проекту нової конституції Сирійської Арабської Республіки |
| Результат                                                                           | Кількість голосів                                                                   | Відсоток                                                                            |
| ----------------------------------------------------------------------------------- | ----------------------------------------------------------------------------------- | ----------------------------------------------------------------------------------- |
| Так                                                                                 | 7 490 319                                                                           | 89,4%                                                                               |
| Ні                                                                                  | 753 208                                                                             | 9%                                                                                  |
| Недійсні бюлетені                                                                   | 132 920                                                                             | 1,6%                                                                                |
| Всього голосів                                                                      | 14 580 000                                                                          | 100%                                                                                |
| Явка                                                                                | 57.4%                                                                               | 57.4%                                                                               |

## Критика
Опонентів Башара Ассада до участі в розробці документу не запросили. Опозиція бойкотувала референдум щодо нової конституції.
На Заході сирійський референдум розцінили скептично: про яку демократичність може йтися, якщо голосування відбувається в умовах війни. Разом з відкриттям виборчих дільниць у Хомсі лунає канонада.

## Виноски
1. ↑  “Демократичний” референдум не приніс спокою в Сирію. Архів оригіналу за 4 березня 2012. Процитовано 28 лютого 2012.
2. ↑  Президент Сирії видав указ про ухвалення нової Конституції[недоступне посилання з липня 2019]
3. ↑  Сирія: референдум посеред війни[недоступне посилання]